# Cirkelbevattning

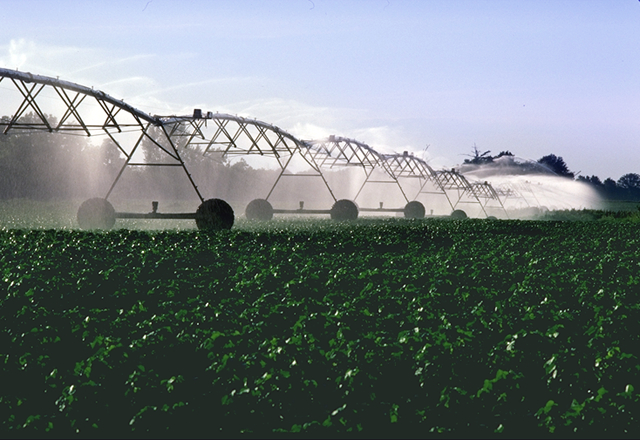
Rörligt pivotsprinklersystem på cirkelbevattnat fält i USA.

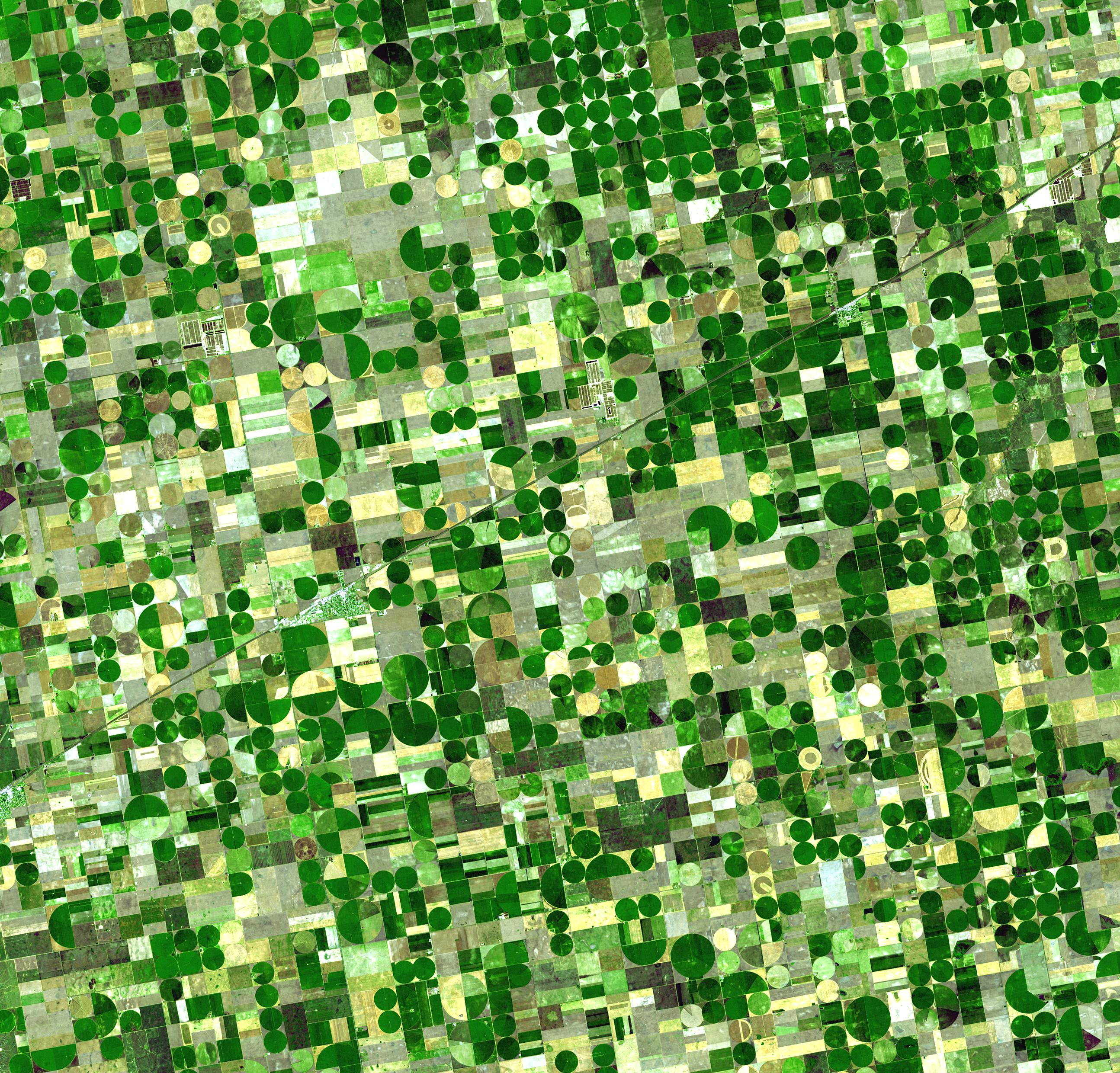
Satellitbild över del av delstaten Kansas, med en mängd cirkelformade och konstbevattnade fält.

Cirkelbevattning eller pivotbevattning är en sorts konstbevattning. Det använder ett rörligt pivotsprinklersystem (jämför engelskans center-pivot irrigation)  med vattenspridare av sprinklertyp för att konstbevattna ett stort, runt fält. Bevattningsmetoden är vanlig i slättområden i torra delar av vissa länder, inklusive i västra USA, delar av Mexiko, Nordafrika och Saudiarabien.
System för cirkelbevattning är ofta storskalig, med ett antal cirkelformade fält kant i kant. Andra system med rörliga vattenspridare kan använda en ramp som förflyttar sig fram och tillbaka över ett fyrkantigt fält. Även en kombination av de båda metoderna finns.
Tekniken med cirkelbevattning uppfanns i USA på 1940-talet, av farmaren Frank Zyback. Metoden bidrog till att åter göra delar av präriestaterna gröna, efter Dust Bowl-torkan på 1930-talet. Cirkelbevattning är inte helt okontroversiell, eftersom den möjliggör storskaligt åkerbruk i torra och ofta varma områden, med hjälp av tillfört vatten som i regel redan är en bristvara. Eftersom en stor del av det tillförda vattnet avdunstar innan det kan tillgodogöras av jord eller växtlighet, bidrar det till försaltning av marken.